# Virola elongata
Virola elongata (syn. Virola theiodora ) é uma espécie de árvore da família das miristáceas, nativa de Panamá, Colômbia, Guiana, Surinam, Brasil (Acre, Amazonas, Mato Grosso, Pará, Rondônia e Roraima), Bolívia, Equador e Peru.

## Descrição
A árvore alcança entre 7,5 te 30 metros de altura. O caule apresenta até 43 cm de diámetro, é cilindrico e tem cor marrom claro e casca cinzenta. A fruta é de elipsoidal a subglobular, com 11 a 20 mm de comprimento, 10 a 15 mm de diâmetro e vem em grupos de 40. A árvore é encontrada em florestas verdes e em matagal até os 800 m de altitude.
Os povos Macus, e Yanomami usam a resina vermelha de dentro da casca como um rapé enteógeno, mas, no caso dos Yanomami, também para envenenar as flechas.
Virola elongata é ativa contra Enterococcus faecalis e Staphylococcus aureus.